# Guriasz (Georgiu)
Guriasz, imię świeckie Grigore Georgiu (ur. 31 grudnia 1968 w Hucie, zm. 21 października 2021 w Devie) – duchowny Rumuńskiego Kościoła Prawosławnego, od 2009 biskup Devy i Hunedoary. 

## Życiorys
Święcenia diakonatu przyjął w 1990, a prezbiteratu w 1992. Chirotonię biskupią otrzymał 5 sierpnia 2001.
Zmarł w 2021 r. na COVID-19.